# Big Four Flyer
Big Four Flyer war eine US-amerikanische Automarke.

## Markengeschichte
Harry Arnstein aus Dayton in Ohio stellte 1908 einige Automobile her. Der Markenname lautete Big Four Flyer. Am 18. Juni 1908 berichtete die Zeitung The Auto World, dass Arnstein Pläne zur Unternehmensgründung und zum Bau einer Fabrik hatte. Es ist unklar, ob dies umgesetzt wurde. 1908 endete die Produktion.

## Fahrzeuge
Die Fahrzeuge hatten Vierzylindermotoren.